# Royal Excelsior Sport's Club de Bruxelles
 (février 2025).
Si vous disposez d'ouvrages ou d'articles de référence ou si vous connaissez des sites web de qualité traitant du thème abordé ici, merci de compléter l'article en donnant les références utiles à sa vérifiabilité et en les liant à la section « Notes et références ».
Pour les articles homonymes, voir Royal Excelsior Bruxelles (homonymie).
Dernière mise à jour : 11 janvier 2016.
Le Royal Excelsior Sport's Club de Bruxelles fut un club de football belge basé à Bruxelles qui joua en Division d'Honneur de 1908 à 1913.
Il fut le 10e club de la Province de Brabant à atteindre les séries nationales, où il évolua 9 saisons.

## Histoire
Il fut fondé en 1904 sous le nom d'Excelsior Sporting Club de Bruxelles. L'équipe joua sur un terrain de la rue de la Société à Forest et plus tard à l'avenue Van Praet à Laeken.
En fin de saison 1907-1908, l'Excelsior SC disputa la finale du championnat de Division 1. Il s'agissait alors d'un Tour final entre les équipes Réserves de la plus haute division et d'autres clubs. Les qualifications se faisaient selon un tour (appelé Division 2) qui était disputé par groupes géographiques. Malgré une défaite contre le RC de Gand (4-3), le club monta en Division d'Honneur.
Il atteignit son meilleur classement durant les saisons 1908-1909 et 1909-1910 en terminant 7e sur 12 clubs. En 1913 il fut relégué en Promotion (D2) et finit avec 2 points (deux matches nuls) et fut à nouveau relégué. Il devint ainsi le premier club à connaître deux descentes consécutives dans les séries nationales.
Après la Première Guerre mondiale, il revint en "nationale" lors de la saison 1924-1925. Il joua quatre saisons consécutives en Division 1 (D2) avant d'être relégué en Promotion (D3). Ce fut sa dernière apparition en séries nationales.
En 1926, le club se vit attribuer le matricule 20 et devint le ROYAL EXCELSIOR SPORTING CLUB de BRUXELLES.
En 1929, reconnu Société Royale, le club changea son appellation et devint le ROYAL EXCELSIOR SPORT'S CLUB. 
En 1935, le club arrêta sa "section football". A l'URBSFA, le matricule 20 fut alors radié.
La section "Athlétisme" existe toujours en 2016. Sous le nom de R. Excelsior Sport's Club. Ce club occupe les installations du stade Roi Baudouin et de son annexe, le stade Victor Boin. Les espaces verts aux alentours sont idéaux pour l'entraînement de fond (Parc de Laeken, Parc d'Osseghem, bois de Dieleghem, bois du Laerbeek,...).

## Résultats dans les divisions nationales
Statistiques clôturées, club disparu

### Bilan
| Niv | Divisions     | Jouées | Titres | TM Up | TM Down |
| --- | ------------- | ------ | ------ | ----- | ------- |
| I   | 1re nationale | 5      | 0      |       |         |
| II  | 2e nationale  | 3      | 0      |       |         |
| III | 3e nationale  | 1      | 0      |       |         |
| IV  | 4e nationale  | 0      | 0      |       |         |
| V   | 5e nationale  | 0      | 0      |       |         |
|     |               |        |        |       |         |
|     | TOTAUX        | 9      | 0      | 0     | 0       |

- TM Up : test-match pour départager des égalités, ou toutes formes de Barrages ou de Tour final pour une montée éventuelle.
- TM Down : test-match pour départager des égalités, ou toutes formes de Barrages ou de Tour final pour le maintien.

### Classements saison par saison
| Ordre             | Saison  | Nom du club                                             | Niveau                                                  | Classement final                                        | Remarques                                               |
| ----------------- | ------- | ------------------------------------------------------- | ------------------------------------------------------- | ------------------------------------------------------- | ------------------------------------------------------- |
| 1                 | 1908-09 | Excelsior SC                                            | Division d'honneur                                      | 7e/12                                                   |                                                         |
| 2                 | 1909-10 | Excelsior SC                                            | Division d'honneur                                      | 7e/12                                                   |                                                         |
| 3                 | 1910-11 | Excelsior SC                                            | Division d'honneur                                      | 10e/12                                                  |                                                         |
| 4                 | 1911-12 | Excelsior SC                                            | Division d'honneur                                      | 8e/12                                                   |                                                         |
| 5                 | 1912-13 | Excelsior SC                                            | Division d'honneur                                      | 12e/12                                                  | Relégué                                                 |
| 6                 | 1913-14 | Excelsior SC                                            | Promotion (D2)                                          | 12e/12                                                  | Relégué                                                 |
| séries régionales |         |                                                         |                                                         |                                                         |                                                         |
| 7                 | 1924-25 | Excelsior SC                                            | Promotion (D2)série A                                   | 10e/12                                                  |                                                         |
| 8                 | 1925-26 | Excelsior SC                                            | Promotion (D2)série A                                   | 13e/14                                                  | Relégué                                                 |
| 9                 | 1926-27 | R. Excelsior SC                                         | Promotion (D3)série C                                   | 14e/14                                                  | Relégué                                                 |
| séries régionales |         |                                                         |                                                         |                                                         |                                                         |
| X                 | 1935    | Arrêt de la section football, le matricule 20 est radié | Arrêt de la section football, le matricule 20 est radié | Arrêt de la section football, le matricule 20 est radié | Arrêt de la section football, le matricule 20 est radié |

## Personnalités
- Vincent Kompany, durant son enfance et son adolescence pratiqua, avec un certain talent, l'athlétisme sous le maillot de l'Excelsior. Mais il opta finalement pour le football.